# Crioa hypoxantha
Crioa hypoxantha är en fjärilsart som beskrevs av Oswald Beltram Lower 1902. Crioa hypoxantha ingår i släktet Crioa och familjen nattflyn. Inga underarter finns listade i Catalogue of Life.